# Yponomeuta puncticornis
Yponomeuta puncticornis is een vlinder uit de familie van de stippelmotten (Yponomeutidae). De wetenschappelijke naam van de soort werd in 1891 gepubliceerd door Thomas de Grey Walsingham.